# Mioara (piesă de teatru)
Mioara sau Toată lumea e sinceră la 20 de ani este o piesă de teatru a autorului român Camil Petrescu. A avut premiera în toamna anului 1927 la Teatrul Național din București, Piesa a stârnit numeroase polemici și controverse, fiind scoasă de pe afișe la scurt timp după premieră.

## Teatru radiofonic
- 1985 - Mioara, adaptarea radiofonică și regia artistică de Dan Puican. Cu actorii Mirela Gorea, Marcel Iureș, Victoria Mierlescu, Valeria Ogășanu, Rodica Popescu, Mișu Fotino, Ileana Predescu, Mircea Anghelescu, Alexandru Repan, Virgil Ogășanu, Elena Nica, Rodica Mandache, Marioara Sterian, Ștefan Radof, Sorin Gheorghiu, Daniel Tomescu, Candid Stoica, Violeta Berbiuc, Ileana Șerban, Gheorghe Pufulete. Regia de studio: Rodica Leu. Regia muzicală: Timuș Alexandrescu. Regia tehnică: ing. Tatiana Andreicic.[2][3]